# Діяльність ОУН на Донеччині та Луганщині

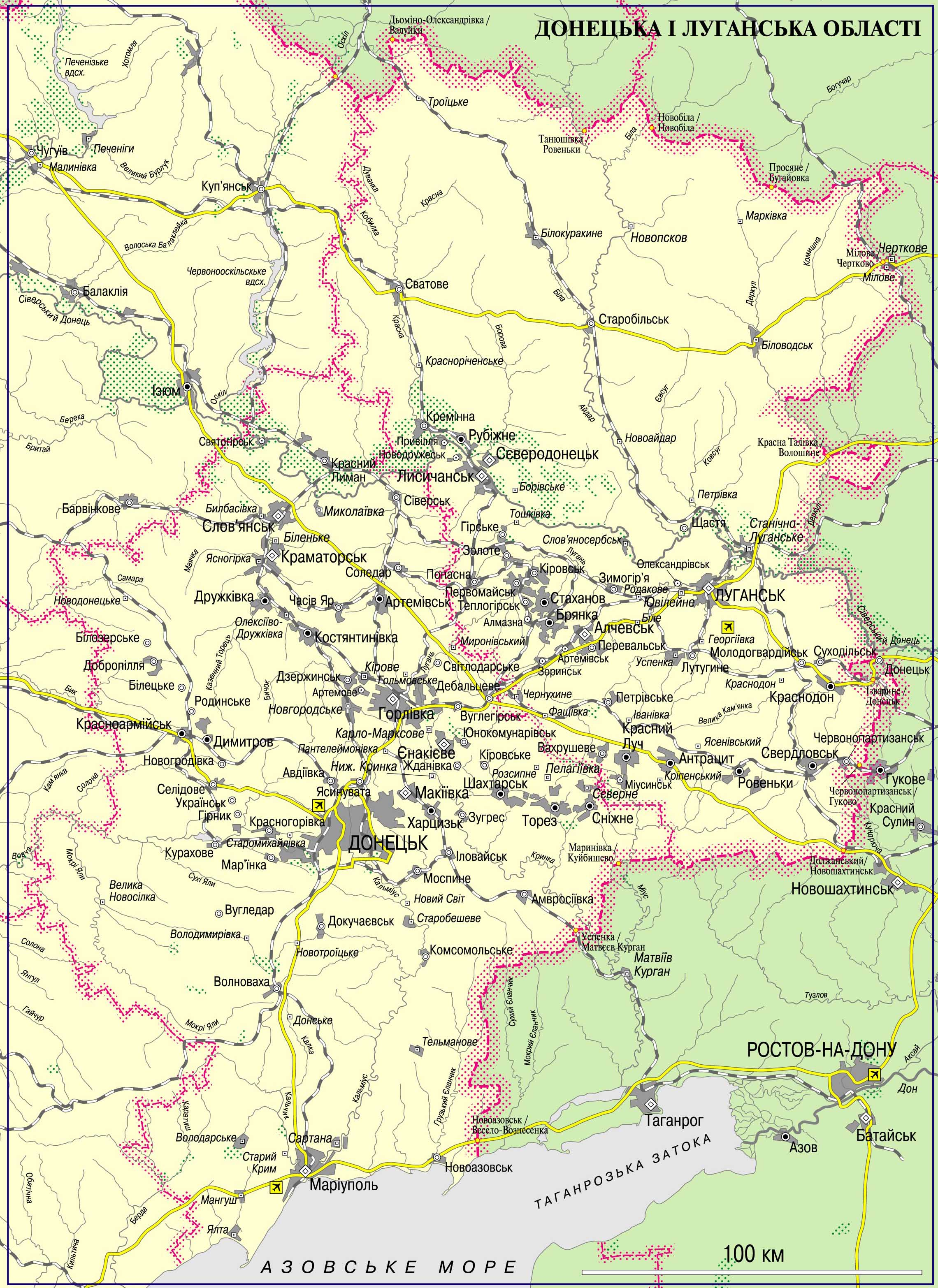
Карта населених пунктів Донецької та Луганської областей

Діяльність Організації українських націоналістів (ОУН) на Донбасі велася в 1940-х і 1950-х роках. У роки Другої світової війни на Донбасі була розгорнута широка мережа ОУН (б) на чолі з Євгеном Стахівим, активно діяли кілька представників ОУН (м). Організовані ними підпільні групи піддалися репресіям спочатку з боку німецької адміністрації, а потім і з боку радянських органів держбезпеки, і були повністю ліквідовані наприкінці 1940-х років.
За оцінкою американського політолога Джона Армстронга, в цей період оунівці не мали широкої підтримки на Донбасі через відсутність конструктивної програми, пристосованої до потреб мешканців сходу України, а також через наполегливість у спробах усунення неукраїнських елементів суспільства, хоча були зроблені кроки щодо зміни програми з метою задоволення запитів східних українців.
На початку 1950-х років ОУН (б) повторила спробу розгортання мережі підпільних організацій. Вона досягла деяких результатів у пропаганді ідей націоналізму, проте через ефективну протидію з боку органів державної безпеки загалом успіхи були скромнішими, ніж у 1940-х роках. До 1958 року всі підпільні групи були виявлені та ліквідовані.

## Вторгнення німецьких військ на територію Донбасу
У 1941 році німецькі війська, швидко просуваючись у напрямку до Донбасу, прагнули у якомога короткий термін здобути контроль над вугледобувними шахтами регіону, який мав важливе стратегічне значення. Як пише американський історик Гіроакі Куромія, спочатку серед місцевого населення переважали патріотичні настрої. Невдалий хід війни та, зокрема, погана організація евакуації, політичний хаос, а також зловживання і репресивні заходи з боку радянської влади щодо «контрреволюційних, антирадянських елементів» сприяли озлобленню населення Донбасу. Відступ Червоної армії та евакуація місцевого керівництва супроводжувалися повсюдною панікою, грабежами та бандитизмом. Так, мали місце випадки побиття міліціонерів, офіцерів і керівних працівників. Дві шахтарські дивізії, імовірно зібрані з людей похилого віку, замість оборони Донбасу збунтувалися і розійшлися по домівках. Направлені в регіон представники ЦК констатували, що немає організованості та дисципліни, «багато засідань і мало відповідальних за виконання постанов центру і власних постанов».
За словами Куромія, жителі Донбасу часто позитивно сприймали прихід німців або щонайменше вважали можливим жити за німецької влади, однак через кілька місяців настрої кардинально змінилися. Вбивства мирних жителів, грабежі та надмірна жорстокість окупантів призвели до того, що їхній режим став сприйматися ще гірше, ніж радянський. За оцінкою Куромія, на цьому тлі різко зросла популярність релігії — і традиційного православ'я, і баптизму; також різко зріс інтерес до всього українського, зокрема, і до націоналістичних ідей. Посилаючись на концепцію спонтанної десталінізації М. Гефтера, Куромія пише, що в умовах війни населення було залишене напризволяще; необхідність прийняття рішень сприяла появі політичних альтернатив нацизму і сталінізму. Однією з доступних альтернатив для жителів Донбасу став український націоналізм. Ця альтернатива знайшла прихильників і серед неукраїнців Донбасу — росіян, греків, татар, кавказців. Наприклад, в Рутченковому діяла підпільна група, що складалася з етнічних росіян. Вона співпрацювала з ОУН, а її члени, згідно з Куромією, сприймали себе громадянами України, які борються і проти німців, і проти комуністів.

## Поява на Донбасі ОУН (б)
З моменту вторгнення німецької армії на територію СРСР позаду фронту рушили похідні групи ОУН, сформовані з емігрантських кадрів. До їхніх завдань входило встановлення контролю над органами місцевого самоврядування, створення потужних оунівських організацій і ведення націоналістичної пропаганди серед населення окупованих областей України.
З точки зору керівництва ОУН, така діяльність мала показати німцям, що народ України підтримує уряд Ярослава Стецька, який проголосив у Львові створення незалежної Української держави. Передбачалося, що в цьому випадку уряд Стецька буде визнано законним представником українського народу. В іншому випадку, створені націоналістичні організації мали продовжити активну діяльність, спрямовану на створення незалежної України. За первісним планом, підготовленим в умовах глибокої конспірації, таємно від німців, оунівське підпілля і батальйон Нахтігаль повинні були захопити найближче велике українське місто (Львів) до підходу німецьких військ, проголосити незалежність України й поставити німецьку владу перед фактом існування української державності. Але через присутність у Львові німецьких військ реалізувати цей довоєнний план не вийшло.
У вересні 1941 року Третя (Південна) похідна група прибула в Дніпропетровськ і приступила до створення крайової організації. Зі складу групи було виділено один рій, який висунувся в Сталінську область. 8 жовтня рій Василя Болгарського-Булавського у складі 12 осіб прибув до Маріуполя. Члени рою стали працювати поліцаями та перекладачами, Болгарський-Булавський очолив відділ освіти Мар'їнського району. У лютому члени групи були арештовані й вислані з Донбасу. За чотири місяці роботи група Булавському встигла створити великі організації в Маріуполі, Горлівці, Волновасі та Костянтинівці. Згодом, з кінця лютого 1942 року на Донбасі почала діяти група під керівництвом Євгена Стахіва та Івана Клима. У цей період створено два керівні центри в Горлівці та в Маріуполі, які об'єднали відповідно північні та південні райони області.

Андрій Авраменко — один з керівників маріупольського центру ОУН(б), керівник маріупольської Просвіти

Український історик Володимир Нікольський, перераховуючи керівництво ОУН (б) у Донбасі, крім Стахіва, пише про Михайла Кривошапка (один із основних керівників Сталінської обласної організації, імовірно застрелений поліцаєм в Умані), Володимира Нофенка (був редактором Маріупольської газети, в 1943 році відкликаний з Маріуполя обласним керівництвом), Тимоша (зв'язковий між обласною та маріупольською організаціями, в березні 1943 року відкликаний з Маріуполя), Федора Личмана (зв'язковий між обласною та маріупольською організаціями, заарештований кримінальною службою у Маріуполі), Федора Грицива (вважався рейхсдойче, працював перекладачем у відділі пропаганди, керував радіотехнікою маріупольської організації), Миколу Стасюка (редактор Маріупольської газети та один із керівників міжрайонного керівництва), «Графа» (член міжрайонного керівництва), Степана Кащенка-Держка (член північної похідної групи, організаційний керівник, у 1942 році заарештований гестапо, в цьому ж році помер у в'язниці в Сталіно), Андрія Ірей-Авраменка (керівник маріупольської Просвіти, один з керівників місцевого центру ОУН), Максима Бернацкого (редактор газети «Нове життя» у Ворошиловграді, організатор місцевої Просвіти, в 1945 році засуджений до страти військовим трибуналом).
На початку окупації велика частина кадрових оунівців жила і працювала легально. Як пише Нікольський, їхня несподівана поява в місцевих адміністраціях, поліції, господарських організаціях справляла враження не тільки легальності організації, але і, частково, можливої приналежності до окупаційного режиму. В результаті пропагандистської роботи на бік ОУН перейшли місцеві націоналісти, а також інші ідейні противники радянської влади (прихильники Союзу Визволення України, петлюрівці, гетьманці, деякі церковні діячі). Крім цього, до ОУН приєдналися представники інших груп населення, що постраждали від дій радянської влади (наприклад, розкуркулені). На думку Нікольського, частина з них зробила це з корисливих мотивів, вважаючи, що ОУН є представником німецької влади, і до них треба триматися якомога ближче. За даними Нікольського, спочатку приєднувалися до ОУН в основному люди середнього та старшого віку, молоді було мало. Разом з тим, Куромія пише, що за даними радянської розвідки оунівці в основному приймали у свої ряди інтелігенцію (вчителів, лікарів) і молодь.
На першому етапі діяльність організації проходила під гаслами «Україна для українців» і «Україна понад усе», які, за оцінкою Нікольського, часто викликали нерозуміння або навіть вороже ставлення. Надалі від цих гасел представники ОУН (б) відмовилися. Наприклад, Стахів, спершу орієнтувався на режим Франко, після численних бесід з донеччанами став виступати за демократичну, багатопартійну і вільну Україну без дискримінації національних меншин. Цей відхід ОУН від націоналістичної ідеології Куромія відніс до «дійсно значних явищ». Вже 21-24 вересня 1943 року на Третьому Надзвичайному Великому з'їзді ОУН ці та інші зміни, що враховували радянську дійсність, були внесені в офіційні програмні документи ОУН (б). Порівнюючи зміни у програмних документах ОУН (б) і зміст бесід з донеччанами, викладеними Стахівим у своїх мемуарах, Нікольський пише, що не виключається розробка цієї нової програми або її ключових принципів у Сталіно.
За спогадами Стахіва, після цього приплив людей в організацію значно посилився, стало більше молоді й робітників, з'явилися представники інших національностей — росіяни, греки, татари. Але найбільш сприятливий час для залучення нових членів вже було втрачено, а через півтора тижня після зміни програми радянські війська вигнали німців з території Донбасу.

## Поява на Донбасі ОУН (м)
За даними Куромія, представники ОУН (м) спочатку прибули в Сталіно і сформували поліцію, де виконували найжорстокіші німецькі накази. Через два тижні їх вислали у Львів. Добровольський керівниками цієї групи називає Ореста Зибачинського, його дружину Марту Зибачинську-Мойсюк і мельниківця Михальчевського.
За чисельністю мельниківці на Донбасі поступалися бандерівцям. За даними Нікольського, з діяльних осередків ОУН (м) певно відомо лише про маріупольський.

## Місцеві організації та їхні кадри
За 1941—1943 роки ОУН (б) спромоглася створити на Донбасі розвинену структуру організації, зі своїм керівництвом, зв'язними і явковими квартирами. До її складу увійшли кадрові оунівці, місцеві жителі націоналістичних поглядів і особи, постраждалі від радянської влади з політичних чи соціальних причин. Були створені оунівські групи в обох обласних центрах (у Сталіно і Ворошиловграді), у містах — в Авдіївці, Волновасі, Ворошиловську, Горлівці, Комсомольському, Костянтинівці, Красногорівці, Макіївці, Маріуполі, Ясинуватій, а також в Андріївському, Артемівському, Будьонівському, Ольгинському і Чистяковському районах.
Втім, повноцінною організацією ОУН стати не встигла, можливо, через те, що її формування було обмежено двома роками. Система вербування в ОУН була багатоступеневою та оунівці ділилися на три категорії. До першої категорії відносили «симпатиків» — людей, які ставилися до організації з симпатією. Кадрові оунівці їх вивчали, роз'яснювали їм програмні положення і поступово притягували до практичної діяльності (розповсюдження листівок, пошук нових кадрів). Ті «симпатики», які успішно проходили перший етап, переходили в категорію «кандидати». Вони мали знати основні документи ОУН, їм доручали більш серйозні завдання. Потім кандидати давали присягу і ставали повноправними членами організації. Більшість членів оунівського підпілля були або «симпатиками», або кандидатами, оскільки не встигли стати повноправними членами ОУН.
За твердженням Армстронга, націоналісти отримали найбільшу підтримку серед інтелігенції, їхні ідеї поширилися серед більшості інтелігентів Східної України. Якщо менш освічені верстви населення (а особливо — селянство) в Східній Україні байдуже ставилося до суспільного життя, то інтелектуали в більшості були розчаровані в комуністичній ідеології та шукали програму, яка могла б замінити ідеї комунізму. Нацисти таку програму дати не могли й не хотіли — в їхньому уявленні Україна повинна була перетворитися на колонію. А росіяни-антикомуністи не мали на Україні досвідчених організаторів; до того ж вони не змогли достатньою мірою заручитися підтримкою німців і тому потрапили у невигідне становище у порівнянні з ОУН. Армстронг вважав, що ідея незалежності України, заснована на культурну своєрідність, була привабливою для інтелектуалів, але не цікавою широким масам, яких швидше хвилювали проблеми децентралізації управління. Тому особливої підтримки на Донбасі ОУН так і не отримала. Серед причин Куромія називає і загальне неприйняття місцевими жителями ідей Дмитра Донцова, які оунівці спочатку пропагували, і відсутність спільної мови — галицький діалект значно відрізнявся від місцевого суржику.
Загальне число членів ОУН на Донбасі в цей період оцінюється близько тисячі, навколо них було об'єднано близько десяти тисяч осіб, переважно — члени Просвіти (наприклад, Слов'янська Просвіта — 400 осіб, Маріупольська — 300). За походженням члени оунівського руху Донбасу були представлені місцевими жителями (50 %), вихідцями з Центральної України (40 %) і вихідцями з Західної України (10 %). За масштабом націоналістичної діяльності на Донбасі особливо виділявся Маріуполь (але і тут оунівське підпілля значно поступалося комуністичному). У роки окупації місто повністю контролювалося українцями, а міський голова займав відверто націоналістичну позицію і виступав за формування українських військових частин. У місті була добре розвинена організація Просвіта й українська освітня система.

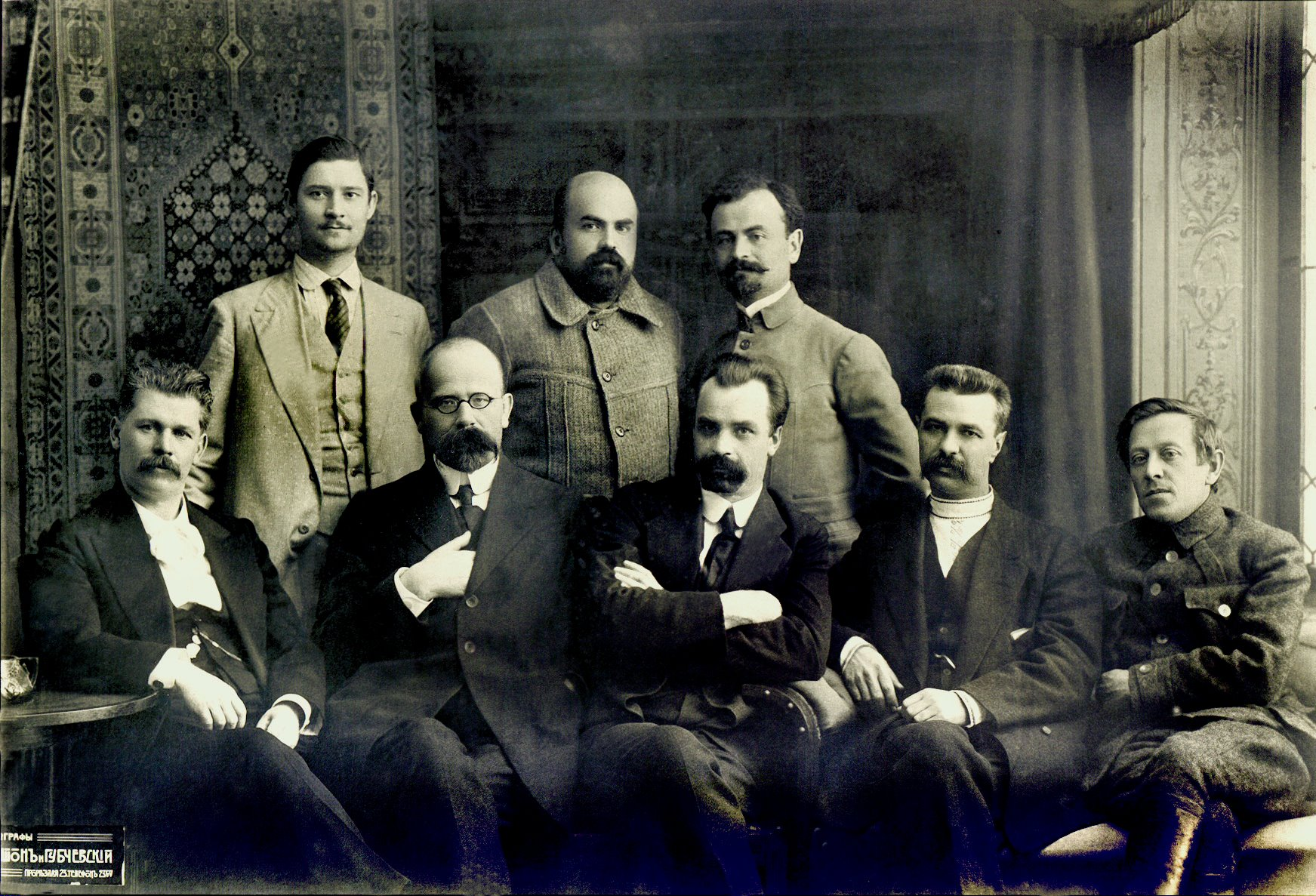
Перший Генеральний Секретаріат Центральної ради. Микола Стасюк стоїть посередині.

Організатором цієї діяльності в місті вважається Микола Стасюк — колишній міністр Центральної Ради, який проживав у Маріуполі після виходу з ув'язнення в 1940 році. Після приходу німців він обійняв посаду редактора «Маріупольської газети», яка стала другою за впливом української газетою на Лівобережжі, поступаючись тільки харківської «Новій Україні». Через неї Стасюк займався не тільки легальною націоналістичною діяльністю, але й став одним з організаторів оунівського підпілля.
За даними Добровольського, оунівське підпілля в Маріуполі налагодило співпрацю з комуністичним підпіллям: комуністи отримували від бандерівців зброю, натомість надавали розвідувальну інформацію. Маріупольські оунівці також підтримували зв'язок з бандерівським окружним керівництвом в Єйську, яким керував С. Ткаченко.
Пояснюючи причини такої масштабної діяльності оунівців у Маріуполі у порівнянні з більшістю міст Донбасу, де переважна частина населення не мала ні здібностей, ні бажання вести політичну діяльність, Армстронг припустив, що кілька поміркованих націоналістів наполегливою працею змогли переламати ситуацію в місті, німецький окупаційний режим в умовах прифронтової зони був досить м'яким, і самі німці не перешкоджали діяльності націоналістів.

## Діяльність у роки німецької окупації
Перед членами організації стояло два основних питання: пропаганда цілей і планів ОУН і збільшення її чисельності.
Одним з найважливіших завдань оунівців було поширення листівок, які розроблялися центральним керівництвом і зрідка коригувалися на місцях. Спрямовані вони були як проти німців, так і проти радянської влади. Робота ця була досить ризикованою через жорстке переслідування з боку окупаційної влади.
Іншим важливим напрямком було розвиток організації Просвіта. Її підрозділи були створені в багатьох містах Донбасу, причому навіть якщо організаторами виступали не кадрові оунівці, то вони все одно швидко потрапляли під ідейний вплив ОУН. Легальним напрямком Просвіти була культурно-просвітницька робота, одночасно ОУН вело через її підрозділи пропаганду і підбір кандидатів у свої ряди. Слід зазначити, що радянські органи держбезпеки прирівнювали Просвіту до ОУН і часто засуджували просвітян як оунівців, навіть якщо вони не мали жодного стосунку до цієї організації.
Для ведення пропаганди в обхід німецької цензури використовувалася і місцева преса, наприклад, «Маріупольська газета» та ворошиловградське «Нове життя», редакторами яких були відповідно керівник маріупольської міжрайонної організації ОУН Микола Стасюк і керівник ворошиловградської обласної організації ОУН М. Бернадський.
Ще одним важливим напрямком вважався збір інформації про політичне, економічне та соціальне становище Донбасу. Наприклад, у грудні 1942 року складено звіт «Загальні відомості з СУЗ», що містив важливу інформацію про ситуацію в Сталінській і Ворошиловградській областях. У вересні 1943 року складений «Звіт з Донбасу» (обидва звіти зберігаються в архіві СБУ), що містив опис військових дій, оцінка боєздатності німецьких військ і характеристика каральних органів, заходи німецького командування, спрямовані на поліпшення ситуації. Аналогічні відомості (боєздатність, озброєння, харчування) наводилися й для Червоної Армії. Аналіз цих документів показує, що робота розвідки була поставлена на досить високому рівні, і що ОУН мала значну кількість інформаторів по обидві сторони фронту.
Місцеві організації займалися і створенням матеріальної бази: накопичували кошти, продовольство, зброю. Придбання зброї відносилося до одного з найбільш засекречених напрямків діяльності, відомостей про нього мало, і певно відомо лише те, що така робота велась і що оунівське підпілля дійсно отримувала зброю з різних джерел (навіть кулемети).

## Репресії з боку німецької окупаційної влади

Андрій Кирпенко — активіст ОУН в місті Костянтинівці

Спочатку німці не мали уявлення про існування похідних груп і не звертали уваги на їхню діяльність. Але незабаром польова поліція та гестапо, отримавши дані про «самостійницький» напрямок діяльності ОУН, почала арештовувати та фізично знищувати її членів. Проти них була розгорнута активна пропаганда. Переслідувань зазнали й ОУН (б) і ОУН (м).
На Донбасі арешти почалися з Маріуполя — місцеве оунівське підпілля було розкрито силами української допоміжної кримінальної служби під керівництвом П. Бордичевского і провокатора О. Вальчика. Були заарештовані місцеві підпільники і представник центрального керівництва Лічман, який виконував два завдання: створення терористичної групи для боротьби з ворогами українських націоналістів з-поміж співробітників гестапо та організація підпілля для роботи в тилу Червоної Армії після відступу німецької армії.
Від заарештованих були отримані відомості про паролі і явках в Сталіно, а також свідчення про чинних членів ОУН. Після цього слідство було передано німецькому слідчому Бізелю. Частина підпільників була розстріляна, частина втекла в метушні під час наступу 4-го гвардійського корпусу Червоної армії, частина була відпущена (за словами Фененка, це сталося завдяки тому, що Бізель був змушений терміново виїхати в Німеччину, а його заступник був не такий кровожерливий), Лічман був відправлений для подальшого слідства в Сталіно і згодом загинув у концтаборі Бухенвальд.
Аналогічно гестапівці діяли в Слов'янську: з березня 1943 року почалися арешти місцевих оунівців, трьох арештованих відправили в концтабір Дахау. Крім цього, навесні 1943 року арешти та розстріли оунівців пройшли в Горлівці, Донецьку, Костянтинівці, Краматорську, Красноармійському й Ольгинці.

## Боротьба проти радянської влади
Після вигнання німецьких окупантів органи радянської держбезпеки протягом декількох років ліквідували всі відділи підпільної мережі ОУН, створені під час війни, більшість їхніх членів і «симпатиків» було заарештовано. Так, у 1943—1947 роках, за даними Олександра Пагіря, у Сталінській області ліквідовано 15 організацій і заарештовано 80 осіб, у Ворошиловградській — 17 організацій і заарештовано 33 особи.
У 1949 році ОУН (б) приступило до реалізації плану «Орлик», що передбачав відновлення оунівського підпілля на всій території України. На схід були спрямовані декілька оунівців для організації підпільних організацій. Крім цього, частина оунівців поверталася в УРСР, звільняючись з місць ув'язнення, але не у свої рідні місця, а, на заклик Миколи Лебедя, у промислові центри. На місцях проводилася агітація, робилися активні зусилля по залученню молоді.
Основним завданням відродження підпілля було не ведення терористичної діяльності, а виховання нових кадрів і підготовка майбутніх керівників. Оунівці очікували, що війна в Кореї призведе до початку нової світової війни й готувалися активізувати свою діяльність при наближенні лінії фронту до території України.
Пропагандистська діяльність почала давати результати, на Донбасі організовувалися нові підпільні групи. Нікольський окремо виділяє маріупольську організацію ОУН «Свобода праці», що налічувала 15 осіб. Всі, крім керівника (В. І. Сердюка), були працівниками заводу «Азовсталь», у віці від 20 до 25 років. Завданням групи було отримання вогнепальної зброї, на початку війни передбачався перехід на нелегальне становище та організація терористичних актів проти партійних і радянських працівників.
В той самий час, відповідно до звітів органів держбезпеки, найбільші пробандерівські настрої в середині 1950-х років відзначені в районі Горлівки (зокрема, 1950 року під Горлівкою було виявлено криївку ОУН з літературою, а в 1955 році в самому місті була виявлена велика група під керівництвом Андрунника і Себанца).
Однак відновити потужну підпільну мережу не вдалося — план «Орлик» був відомий МДБ, яке активно протидіяло його реалізації, в тому числі з допомогою проникнення в ОУН своїх агентів. На початку 1950-х років мережа оунівських організацій на сході України була ліквідована. Значна кількість озброєних підпільників-націоналістів повернулась на Західну Україну.
Розглядаючи проблему визначення масштабності ОУН на Донбасі, Нікольський констатує, що реальна чисельність оунівців невідома. З одного боку, у зв'язку з конспірацією при створенні та діяльності підпільних груп, а також через триступеневу структуру організації («симпатики» — кандидати — члени), точний облік кадрів був неможливий, відома тільки кількість заарештованих членів ОУН. З іншого боку, не всі засуджені за членство в ОУН реально мали відношення до неї. Так, Нікольський всіх заарештованих оунівців ділить на чотири групи: ідейні послідовники ОУН, що мали зв'язок з центральними органами та проводили агітаційну й організаційну діяльність; завербовані представниками першої групи, їхні дії мали спорадичний характер і полягали в ознайомленні з літературою та посередництва при агітації третіх осіб; випадкові особи, які не мали до ОУН ніякого відношення; особи, що дійсно співпрацювали з німецькими окупантами — старости, поліцаї, таємні агенти жандармерії т. ін., яким висували обвинувачення у вчиненні реальних злочинів, і в уявній належності до ОУН.
Нікольський ділить репресованих оунівців на учасників груп та одинаків, для яких членство в підпільних групах доведено не було. За його даними, з 1943 по 1957 рік у Сталінській області було репресовано 69 осіб у складі 15 груп і 43 одинаки, у Ворошиловградській області — 43 одинаки. Серед засуджених найбільша у цей період група — 17 осіб (15 українців і 2 росіян) з Ясинуватої.
Останнім членом ОУН на Донбасі вважається український активіст М. Янковський, заарештований в Дзержинську 1958 року.